# Denardo Coleman
Denardo Coleman (* 19. dubna 1956) je americký jazzový bubeník. Pochází z hudební rodiny; jeho otcem je jazzový saxofonista Ornette Coleman a matkou básnířka a zpěvačka Jayne Cortez. Na bicí začal hrát již ve svých šesti letech a když mu bylo deset, hrál na albu své otce The Empty Foxhole; později hrál ještě na dalších otcových albech Ornette at 12 (1968) a na koncertním albu Crisis (1969). Koncem sedmdesátých let se stal plnohodnotným členem jeho doprovodné skupiny a nahrál s ním řadu dalších alb. Během své kariéry spolupracoval s řadou dalších hudebníků, mezi jkteré patří například Charnett Moffett, Pat Metheny a James Blood Ulmer.